# Ashikeri, Honavar
Ashikeri là một làng thuộc tehsil Honavar, huyện Uttara Kannada, bang Karnataka, Ấn Độ.